# Afrykański Bank Rozwoju
Afrykański Bank Rozwoju (ang. African Development Bank, AfDB) – finansowa organizacja międzynarodowa, powstała dzięki zabiegom Komisji Gospodarczej Narodów Zjednoczonych ds. Afryki i Organizacji Jedności Afrykańskiej, w celu finansowania wspomagających rozwój gospodarczy i społeczny państw afrykańskich narodowych i ponadnarodowych projektów inwestycyjnych, związanych m.in. z poszukiwaniami zasobów naturalnych, rozwojem transportu, przemysłu, budownictwa, handlu i rolnictwa oraz wdrażaniem postępu technicznego, poprzez finansowanie szerokiego zakresu projektów i programów.
Organizacja została powołana formalnie w sierpniu 1963 na konferencji ministrów finansów państw afrykańskich w Chartumie, faktyczną działalność rozpoczęła w lipcu 1966. Obecnie zrzesza 53 kraje afrykańskie określane mianem – RMC Regionalny Członek Państw (ang. regional member countries RMCs) i 24 z innych kontynentów (Ameryka, Azja, i Europa) zwane inaczej: non-RMC Nieregionalny Członek Państw (ang. non-regional member countries).
W 2003 roku siedzibę banku przeniesiono z Abidżanu (Wybrzeże Kości Słoniowej) do Tunisu (Tunezja), ale w 2014 roku ponownie wróciła ona do Abidżanu.
Grupa Afrykańskiego Banku Rozwoju finansuje projekty, programy i badania w obszarach rolnictwa, zdrowia, edukacji, użyteczności publicznej, transportu i telekomunikacji, przemysłu i sektora prywatnego. Stara się również finansować operacje pozaprojektowe, w tym różne formy pomocy technicznej i doradztwa.
AfDB jest wspierany przez państwa Europy Zachodniej i Stany Zjednoczone.
Z Afrykańskim Bankiem Rozwoju powiązane są instytucje takie jak: Afrykański Fundusz Rozwoju, Afrykański Fundusz Rozwoju Przemysłowego, Międzynarodowa Spółka Finansowa dla Inwestycji i Rozwoju Afryki, Afrykańska Korporacja Ubezpieczeń.
Władze: Rada Gubernatorów, Rada Dyrektorów, Prezes i pięciu jego zastępców.